# Anthony Paul Kelly
Anthony Paul Kelly (1897 – 26 de septiembre de 1932) fue un guionista estadounidense. Fue guionista de 60 películas entre 1914 y 1930, y también escribió la obra de teatro Three Faces East, que dio origen a dos películas del mismo nombre. 
Se suicidó en Manhattan en 1932, inhalando gas. Estaba luchando contra un caso incurable de tuberculosis al momento de su suicidio.

## Filmografía
- The Tear That Burned (1914)
- Raffles, the Amateur Cracksman (1917)
- My Own United States (1918)
- The Silent Command (1923)
- Three Faces East (1926) (basada en su obra de teatro)
- Three Faces East (1930) (basada en su obra de teatro)
- British Intelligence (1940) (basada en su obra de teatro)